# BMW M1
Pour les articles homonymes, voir BMW, M1 et E26.
Ne doit pas être confondu avec la BMW 1M.
 (avril 2023).
Si vous disposez d'ouvrages ou d'articles de référence ou si vous connaissez des sites web de qualité traitant du thème abordé ici, merci de compléter l'article en donnant les références utiles à sa vérifiabilité et en les liant à la section « Notes et références ».
La BMW M1 ou BMW E26 est une supercar du constructeur automobile allemand BMW-BMW M. Produite de 1978 à 1981, elle est un échec commercial, mais a un certain succès dans les courses automobiles.

## Historique

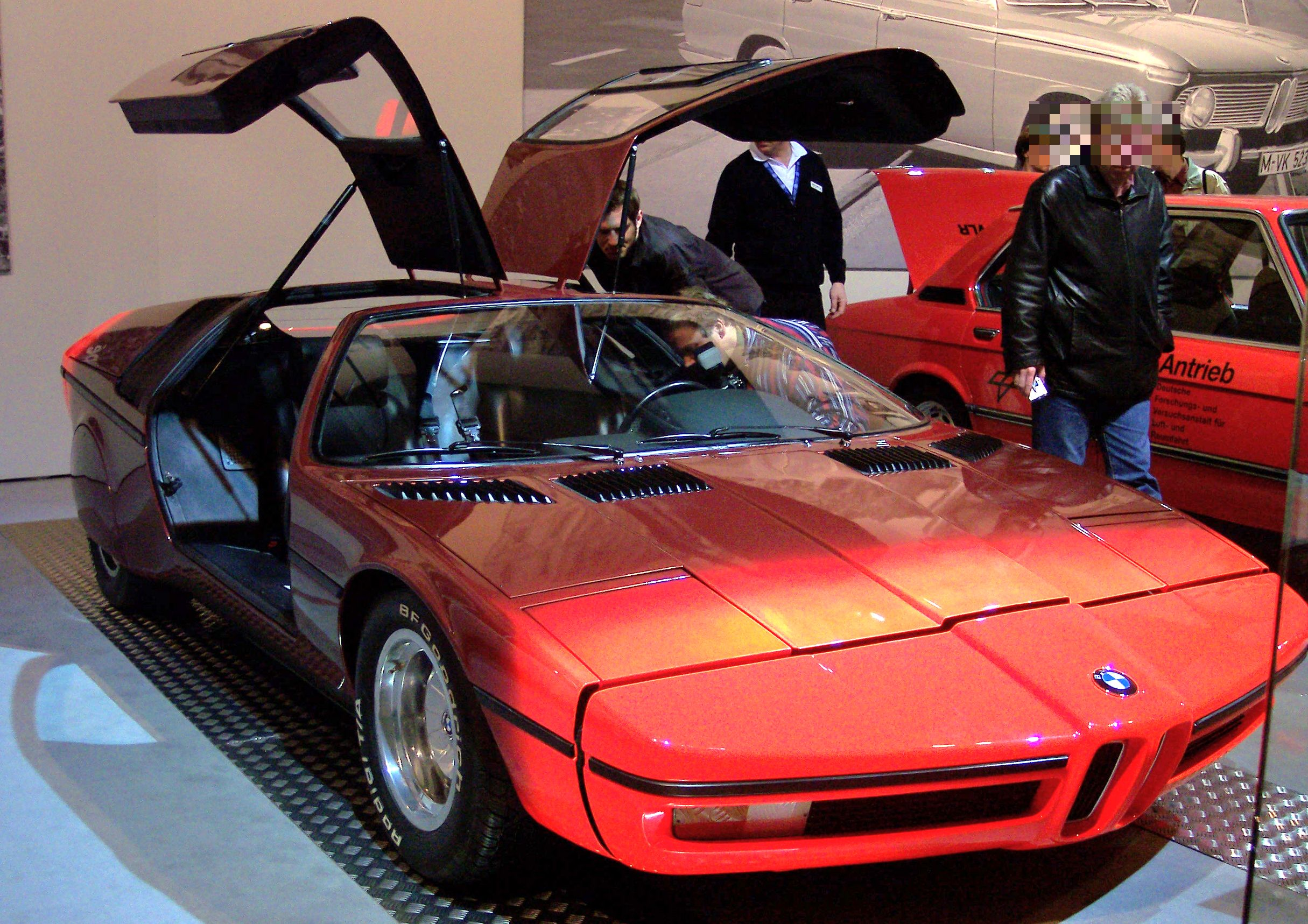
BMW Turbo (1972).

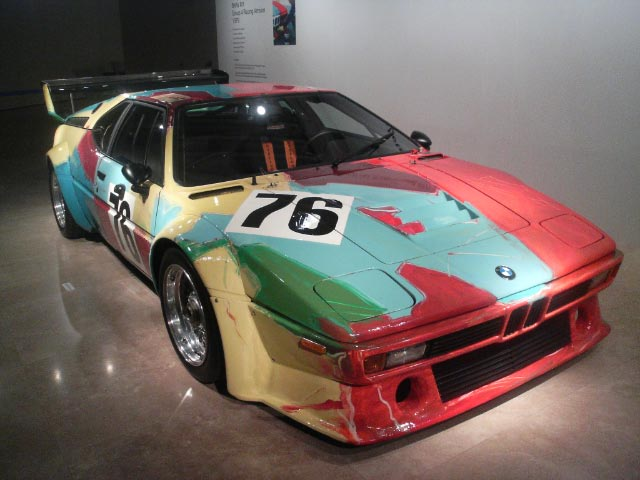
La BMW M1 peinte par Andy Warhol, la quatrième BMW Art car.

La genèse du projet est à rechercher en 1971, où les études sur son concept commencent. Révélée au salon de Genève en 1972, le concept-car BMW Turbo « Studie » contient déjà tous les gènes de la M1. La « Studie » est un coupé 2 places équipé de porte papillon et d’un moteur central transversal (le 4 cylindres 2 litres Turbo de la BMW 2002) dont le châssis tubulaire a été étudié par Lamborghini ; elle n’était pas destinée à la production en série, mais servait d’étude de conception et de plate-forme technologique. Le véhicule devait à l’origine être fabriqué par Lamborghini, mais à la suite de problèmes dans la firme italienne, il est fabriqué par Baur (en) à Stuttgart. La carrosserie en polyester est l’œuvre de Paul Bracq. Son aérodynamique est étudié pour atteindre les 250 km/h. Un autre exemplaire suivit en 1973. 
Le concept de base, la Turbo, comprend un coussin de sécurité épais pour le conducteur : centre de gravité bas, large zone de contact et châssis spécial. Il y a aussi des systèmes d'aide à la conduite tels que l’ABS, un radar d’avertissement de distance et un accéléromètre latéral. De plus, un ensemble de sécurité passive avec des ceintures de sécurité ferment le circuit pour le contacteur d’allumage. Une colonne de direction de sécurité avec trois joints universels est également présente. Les montants de porte, qui se prolongent dans le toit, forment une cage de sécurité invisible, complétés par des zones de déformation de sécurité avec amortisseurs hydrauliques à l’avant et à l’arrière. La sécurité était également une priorité en ce qui concerne la palette de couleurs : un rouge vif avec des sections avant et arrière orange vif.
Les conséquences du choc pétrolier de 1973 expliquent le temps d'attente entre le prototype et le modèle de série. Vu le scandale que représente déjà la BMW 2002 Turbo, on comprend que le projet « Studie » soit mis entre parenthèses quelque temps.
En 1977, Jochen Neerspach ressort le projet des cartons pour lancer l’étude du projet e26, plus connu sous le nom de « M1 », première BMW à arborer le prestigieux sigle « Motorsport ». Ce projet est étudié en partenariat avec des spécialistes de la voiture de course, capables de concevoir une base roulante plus performante qu'une simple évolution d'un modèle de série. Bien que la M1 s'inspire grandement de la « Studie » réalisée par Paul Bracq, la paternité du design revient à Giugiaro, patron du bureau de style italien Italdesign. Il doit en outre réaliser la carrosserie et l'assembler sur un châssis étudié par Lamborghini. En tant que responsable de la conception de la carrosserie, il conçoit la BMW M1 de manière plus objective, renonçant aux portes papillon du prototype BMW Turbo.
Quant à Motorsport, maître d'ouvrage du projet, son rôle est principalement centré sur le moteur. La carrosserie est réalisée en fibre de verre. La forme privilégie fortement l'aérodynamique avec pour but une vitesse maximale avec une consommation réduite au vu des performances produites. Très basse (1,14 m de hauteur), la BMW M1 possède un profil caractéristique des sportives des années 1970. Son allure trapue et fluide est également due à sa largeur de 1 823 mm pour une garde au sol de 124 mm et à ses grandes roues en alliage de 16" de diamètre. À l'arrière, on découvre, sur le capot moteur, une grille à lamelles qui influencera beaucoup d'accessoires automobiles dans les années 1980. Sur les flancs, les extracteurs d'air chaud en plastique noir ajoutent un peu de charme à cette voiture typée très Seventies. La voiture possède sur l'avant un spoiler qui descend très bas. Les radiateurs d'huile installés à l'avant ont une entrée d'air élargie. L'intérieur possède un tableau de bord assez dépouillé avec sur les compteurs une vaste casquette.
La E26 est présentée en octobre 1978 au Salon de Paris. Le testeur de voitures Gerold Lingnau atteste de la « technologie sophistiquée et des caractéristiques de conduite supérieures de la voiture ». La commercialisation est initialement prévue à la fin de l'année 1978, mais l'homologation n'a lieu qu'en 1979. La production de la M1 n'est pas suffisante pour courir en groupe 4 et 5 mais, entretemps, BMW change ses orientations sportives et veut privilégier la Formule 1. BMW a spécifiquement fondé BMW Motorsport GmbH pour le développement et la production de ce véhicule, le M dans le nom du modèle signifiant Motorsport. L'exploitation commerciale de la BMW M1 est toutefois un échec car elle est considérée comme trop chère par rapport à ses concurrentes : en 1979, la voiture coûtait 113 000 Deutsche Mark, soit environ 135 000 Euros sur la base du pouvoir d’achat actuel, ce qui en faisait la voiture allemande la plus chère.
Alors que BMW allait en arrêter la production, ils proposent au constructeur Alpina d’en faire sa propre version. Cependant, les modifications envisagées par Alpina pour rendre plus performante et plus utilisable au quotidien une voiture prévue pour la compétition imposaient d’augmenter l’empattement et d’utiliser le moteur turbo des Alpina B7 Turbo et B7 S Turbo, en remaniant tout le système de prises d’air et de refroidissement. De telles modifications du design et de l’architecture de la voiture, trop importantes, entraînent l’abandon du projet.

## Carrosserie et technologie
La carrosserie de la BMW M1 est construite sur un cadre spatial tubulaire. De nombreuses pièces de la gamme automobile BMW de l’époque sont utilisées. Une caractéristique extérieure frappante sont les feux arrière qui proviennent de la BMW Série 6 de l’époque. L’utilisation de phares escamotables, nécessaire pour un avant aérodynamiquement plat et le respect de la réglementation américaine sur la hauteur des phares à l’époque, était inhabituelle pour BMW.

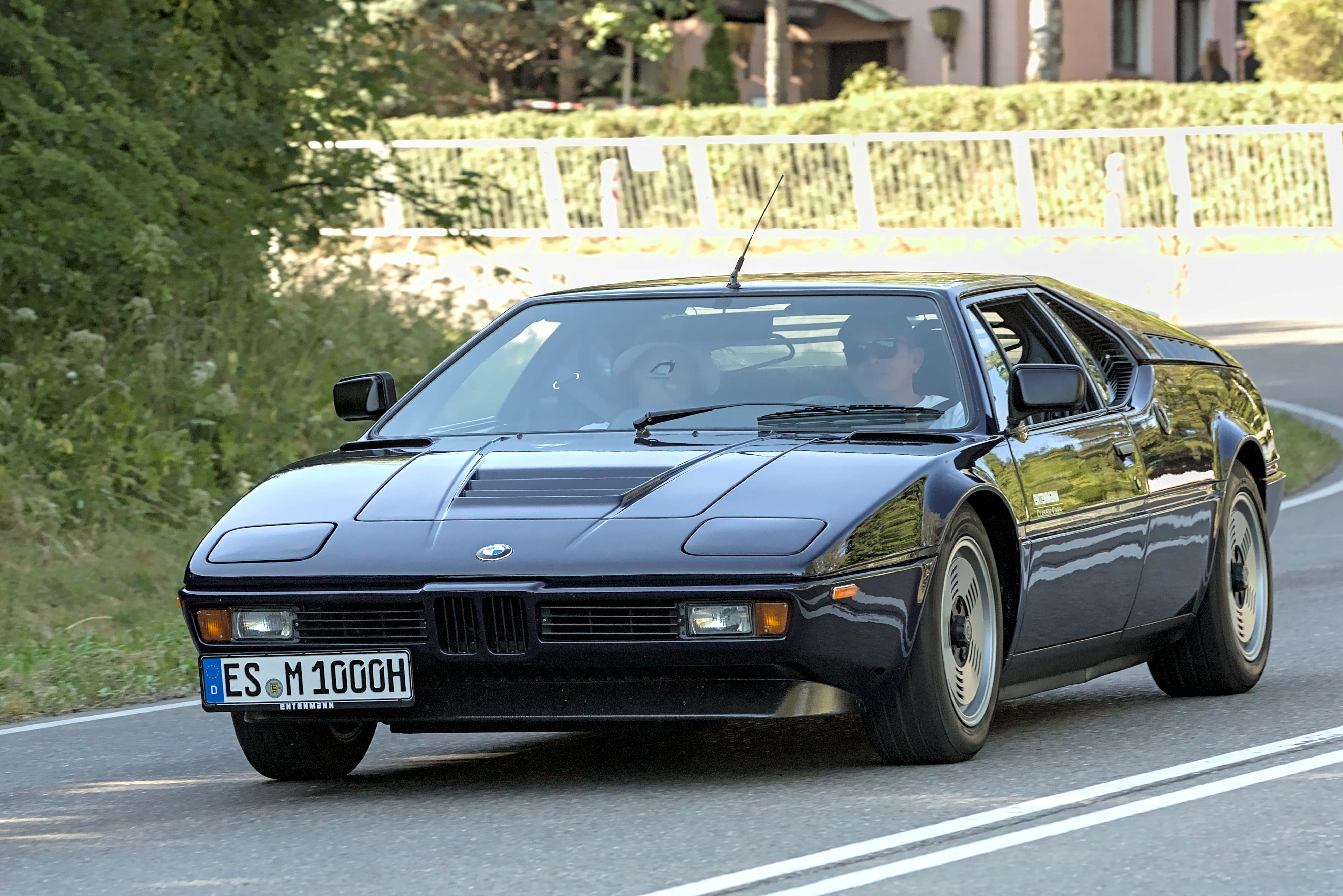
BMW M1 (version de route).
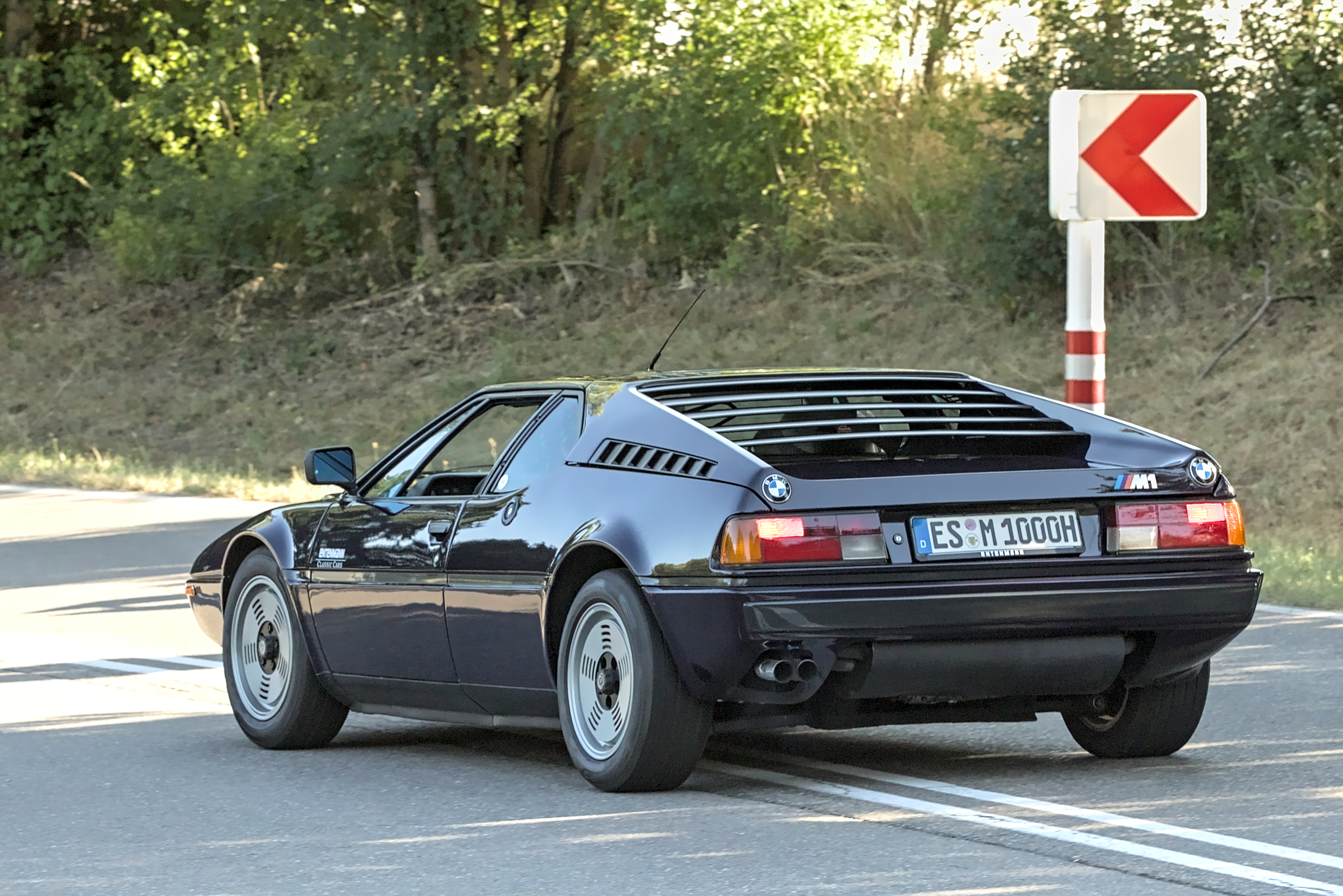
Vue arrière de la BMW M1.
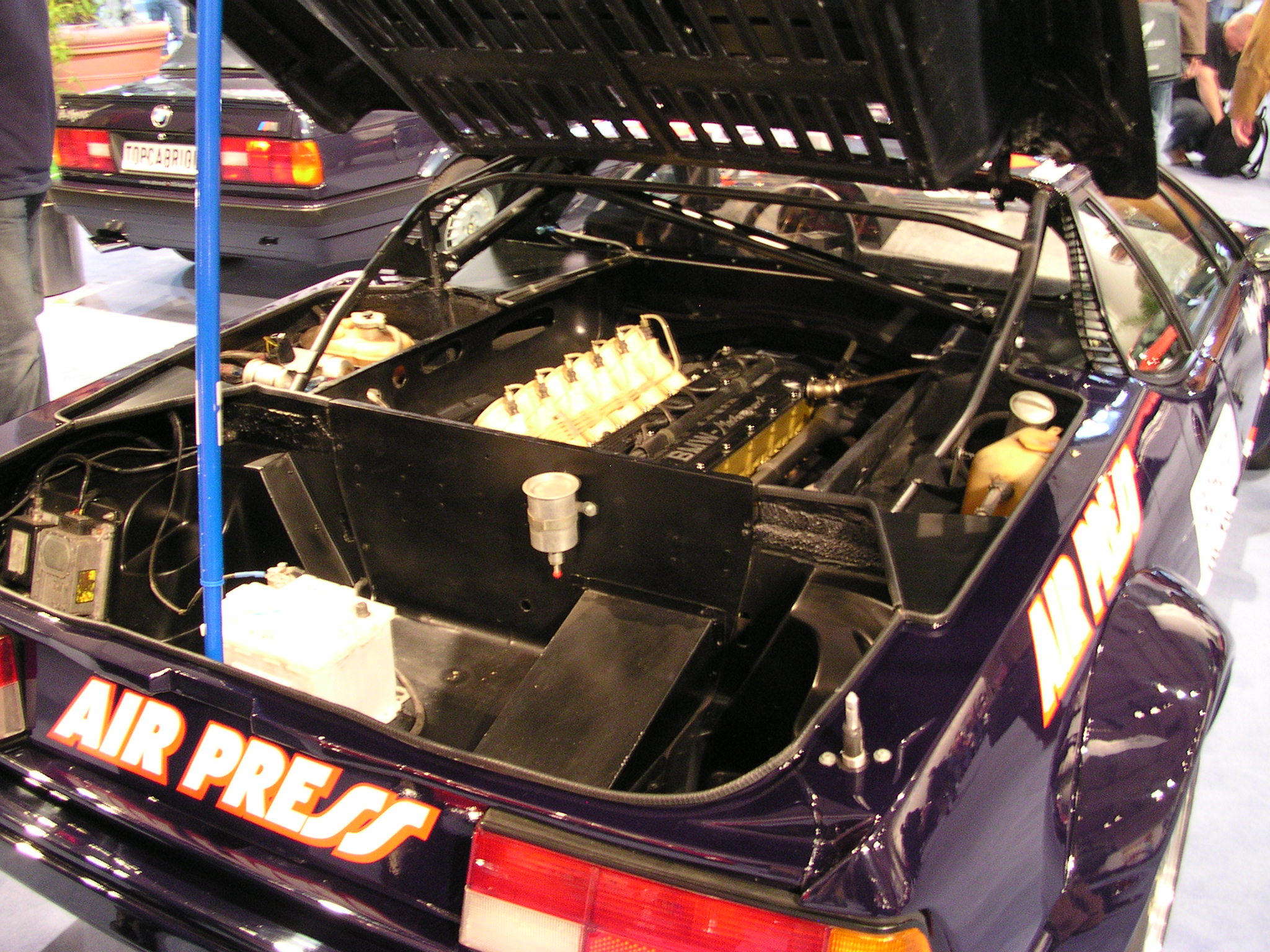
Compartiment moteur de la BMW M1 (doublure du coffre retirée).
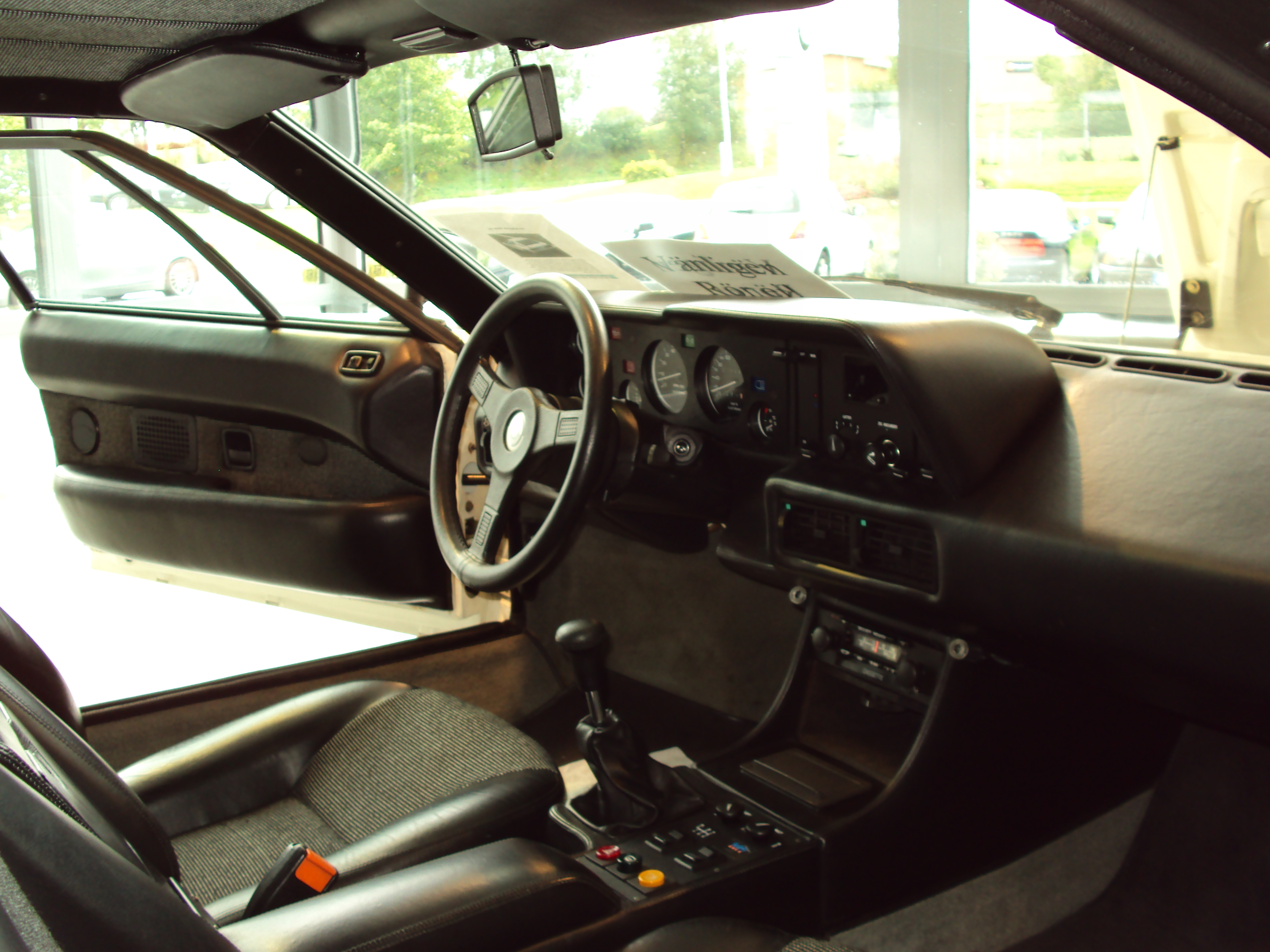
Intérieur de la BMW M1.
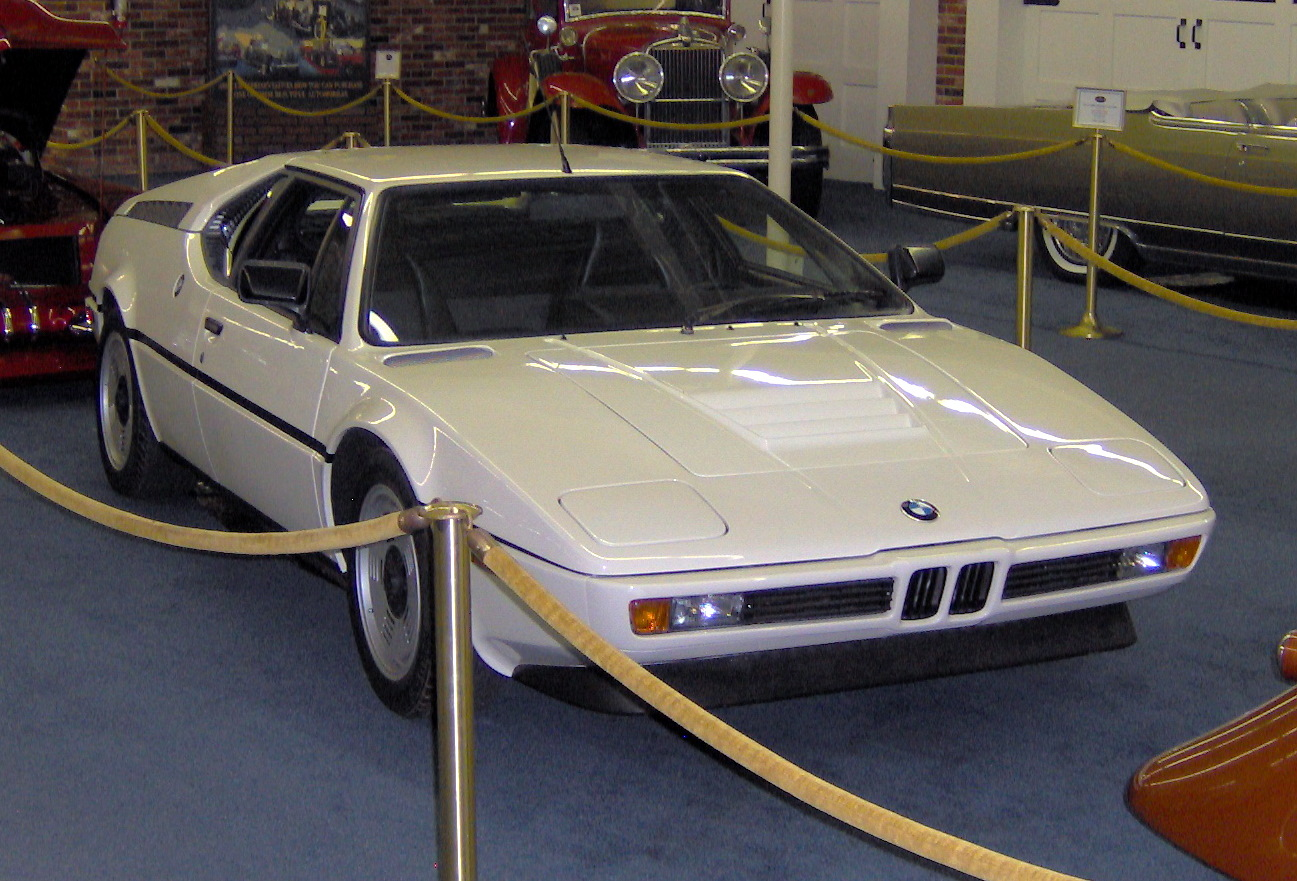
Une des dernières BMW M1 produites en 1981.
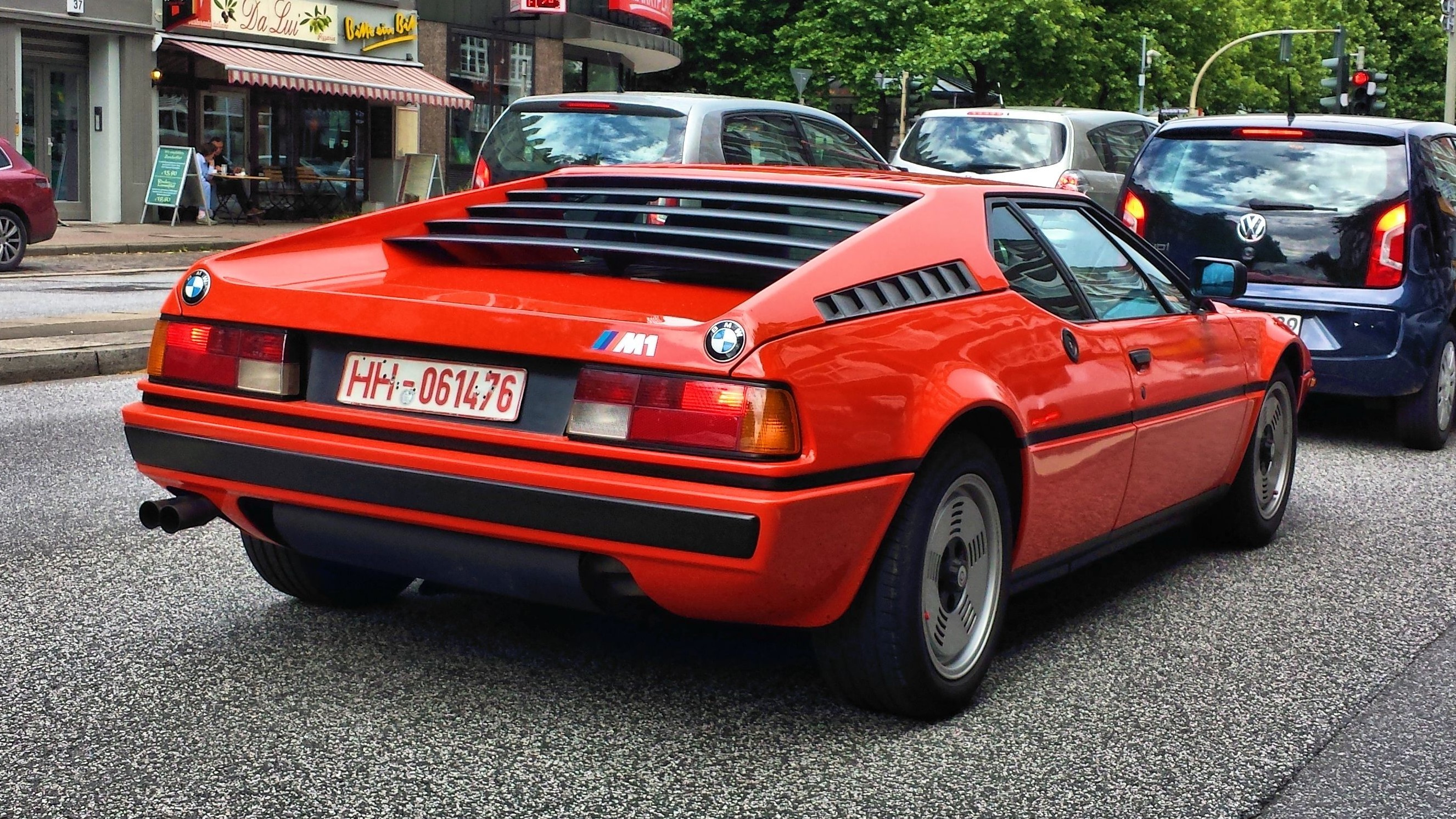
BMW M1, HH-Winterhude 2016.

## Moteurs
- Étude BMW Turbo : Moteur quatre cylindres en ligne, deux soupapes par cylindre, cylindrée de 2,0 litres, système d’injection mécanique Kugelfischer avec turbocompresseur, 200 à 280 ch selon la pression de suralimentation, désignation de moteur M10, moteur de base de la BMW 2002 Turbo, produit en série à partir de 1973 (170 ch ici).

- BMW M1, version de série : Le moteur M88, qui est repris par la suite dans la M635CSI, est produit par BMW entre 1978 et 1989.  C'est un moteur six cylindres en ligne de 3,5 l de cylindrée avec quatre soupapes par cylindres déjà vue sur les coupés CSL Groupe 2 (avant que le règlement n’exige un nombre de soupapes identiques au moteur de série), d’une injection mécanique, d’un allumage électronique et d’un système de lubrification par carter sec. Les 204 kW (277 ch) à 6 600 tr/min  et les 33,5 mkg de couple sont transmis via une boîte ZF et un embrayage bi-disque. Contrairement à la « Studie », ce moteur est positionné en longitudinal-central pour d’évidentes raisons de rationalisation industrielle, ce qui permet de positionner deux réservoirs de 58 litres de part et d’autre du groupe propulseur afin de centrer les masses. Les trains roulants fleurent bon la compétition : voies larges, suspension triangulée à ancrages réglables, dispositif anti-plongée.

- BMW M1, version de course : Moteur six cylindres en ligne, quatre soupapes par cylindre, système d’injection mécanique Kugelfischer et puissance de 345 kW/470 ch en tant que moteur atmosphérique avec système de glissière plate, jusqu’à 626 kW/850 ch avec turbocompresseur.

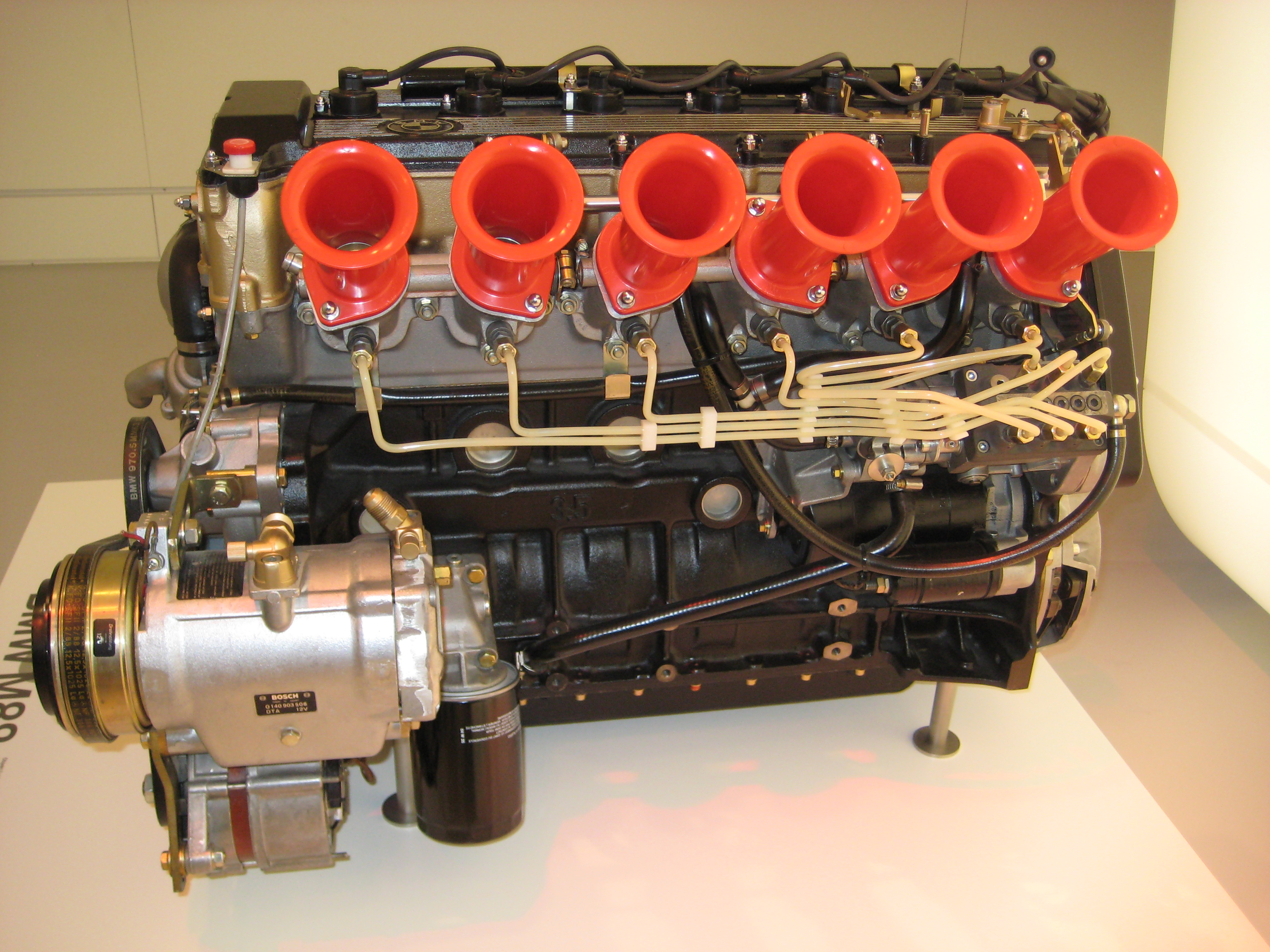
Moteur M88 de BMW avec injection Kugelfischer, pompe à injection PL06 et système d’accélérateur unique pour la gamme BMW M1.
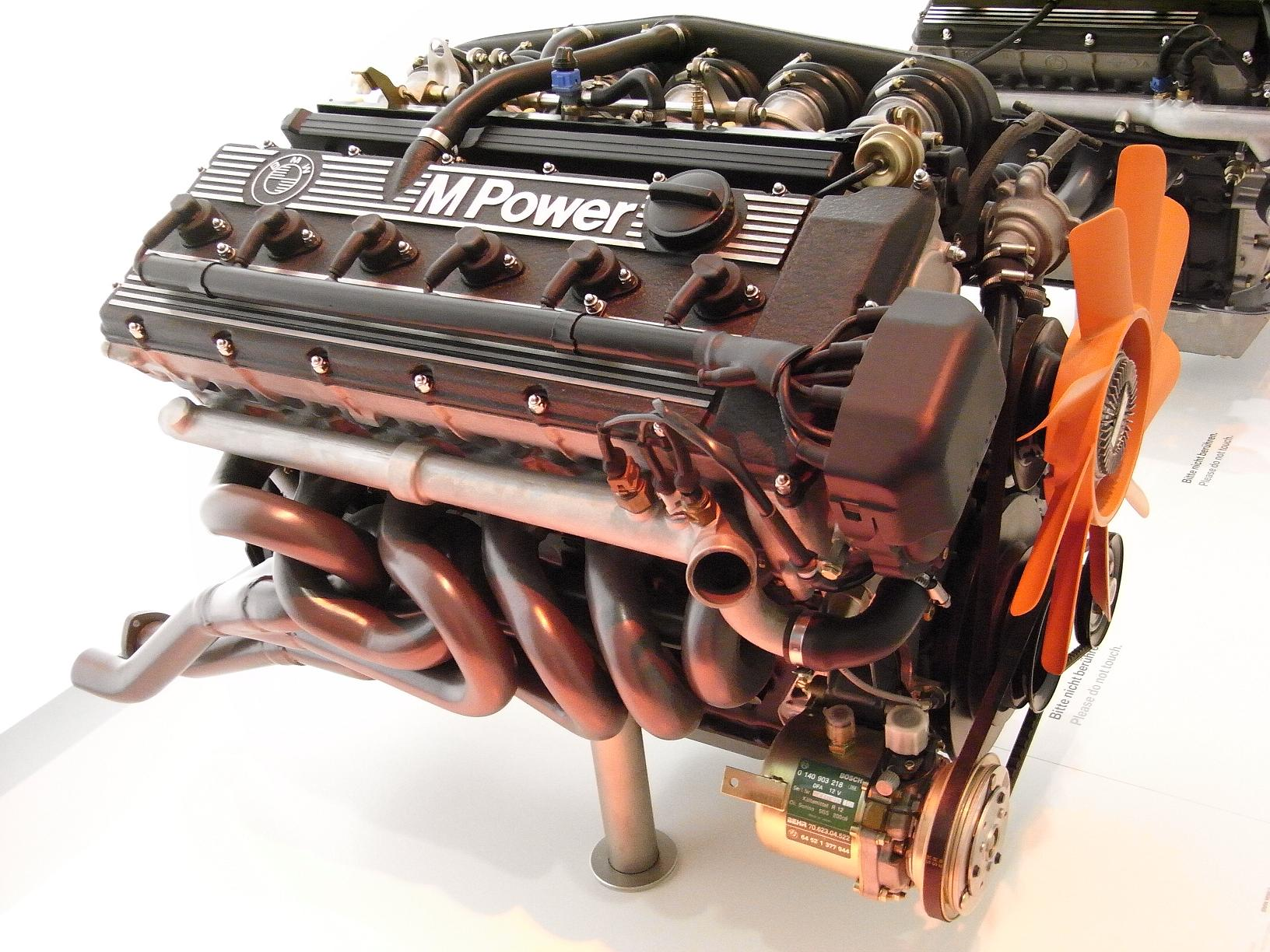
Moteur M88 de BMW.
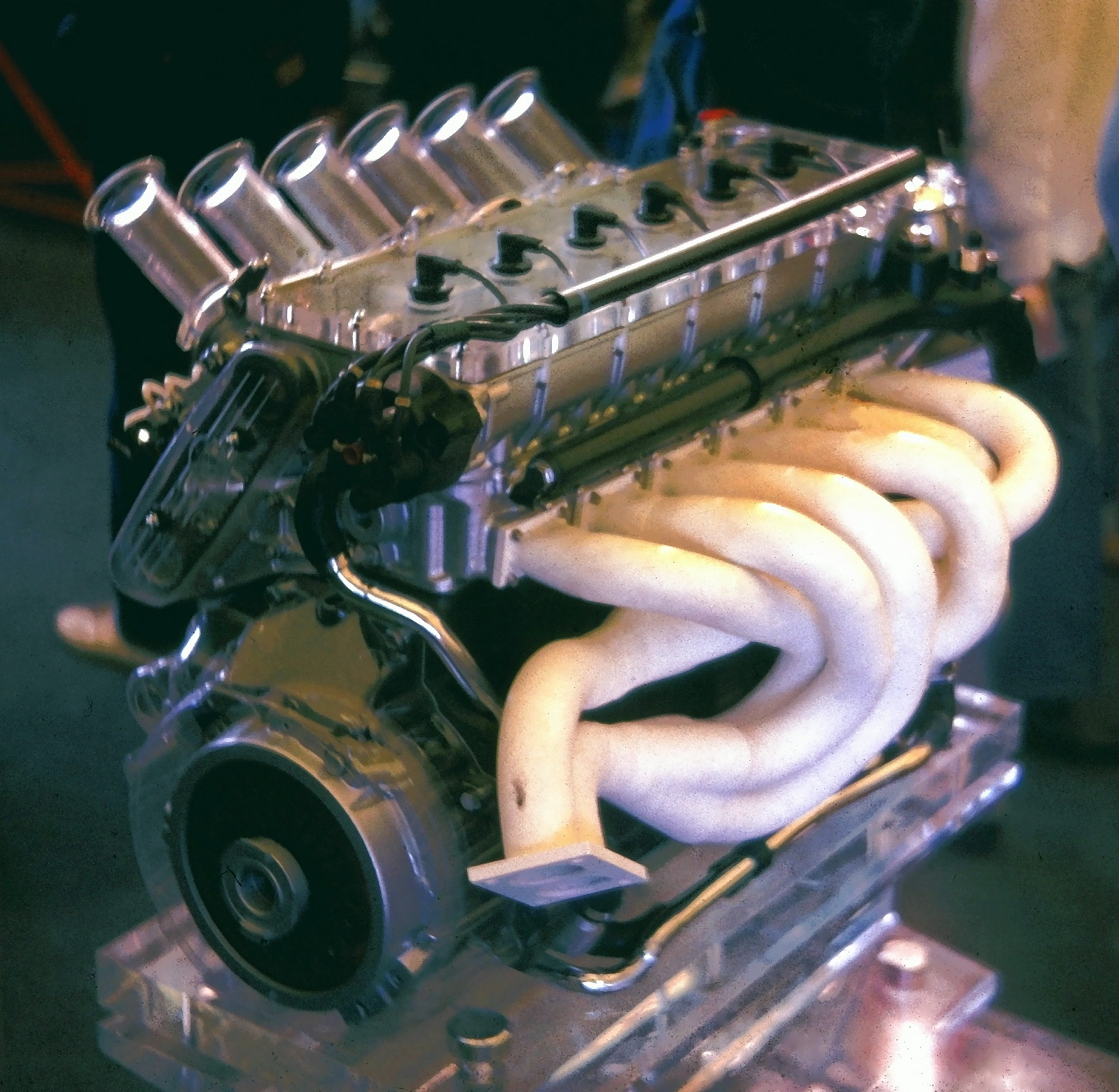
Moteur de la BMW M1 à des fins d’exposition, en partie en Plexiglas.

## Châssis
La châssis tubulaire réalisé en profilés rectangulaires intègre un arceau multipoint. Dotée d’un moteur central de  206 kW (277 ch), d’une robe signée Giugaro et donnée pour 262 km/h, cette première GT de BMW est née pour la course. Avec ce modèle, BMW vise alors à rivaliser au sein du Groupe 4 avec les Porsche 911 Turbo, Ferrari 512BB ou De Tomaso Pantera en se basant sur l’expérience positive des coupés 635 CSI en Groupe 2. Pour satisfaire les critères d’homologation, 455 M1 sont produites. À l’origine, la BMW M1 était prévue pour une utilisation dans le sport automobile, seule une série d’homologation devait être construite en petite édition pour la circulation routière publique. Bien qu’elle ait été utilisée en tant que voiture de course dans diverses séries avec un succès modéré, la majorité des véhicules produits ont été vendus à des particuliers en version routière, contrairement aux plans initiaux. Une version Groupe 5 de 633 kW (850 ch) est envisagée dès le lancement. Le succès n’est pourtant pas au rendez-vous. Les châssis sont produits chez Marchesini à Modène, les carrosseries chez ItalDesign et l’assemblage se fait chez Baur en Allemagne.
Vocation première du modèle, la version Groupe 4 est équipée de roues de 16 pouces, d’une carrosserie élargie et d’une cylindrée augmentée à 3 498 cm3. Elle atteint les 350 kW (470 ch) à près de 9 000 tr/min. Trop lourde et peu fiable, la voiture ne remporte pas de grands succès. Oreca développe pourtant en 1982 une version rallye (conduite par Darniche et Béguin) dont le gabarit se révèle peu compatible avec les spéciales du championnat de France. Beguin ne pourra décrocher qu'une deuxième place au Rallye d'Antibes en championnat d'Europe en fin de saison 1984, après une cascade d'abandons, Darniche ne pouvant que terminer neuvième à l'ADAC Rallye Vorderpfalz la même saison.

## Performances

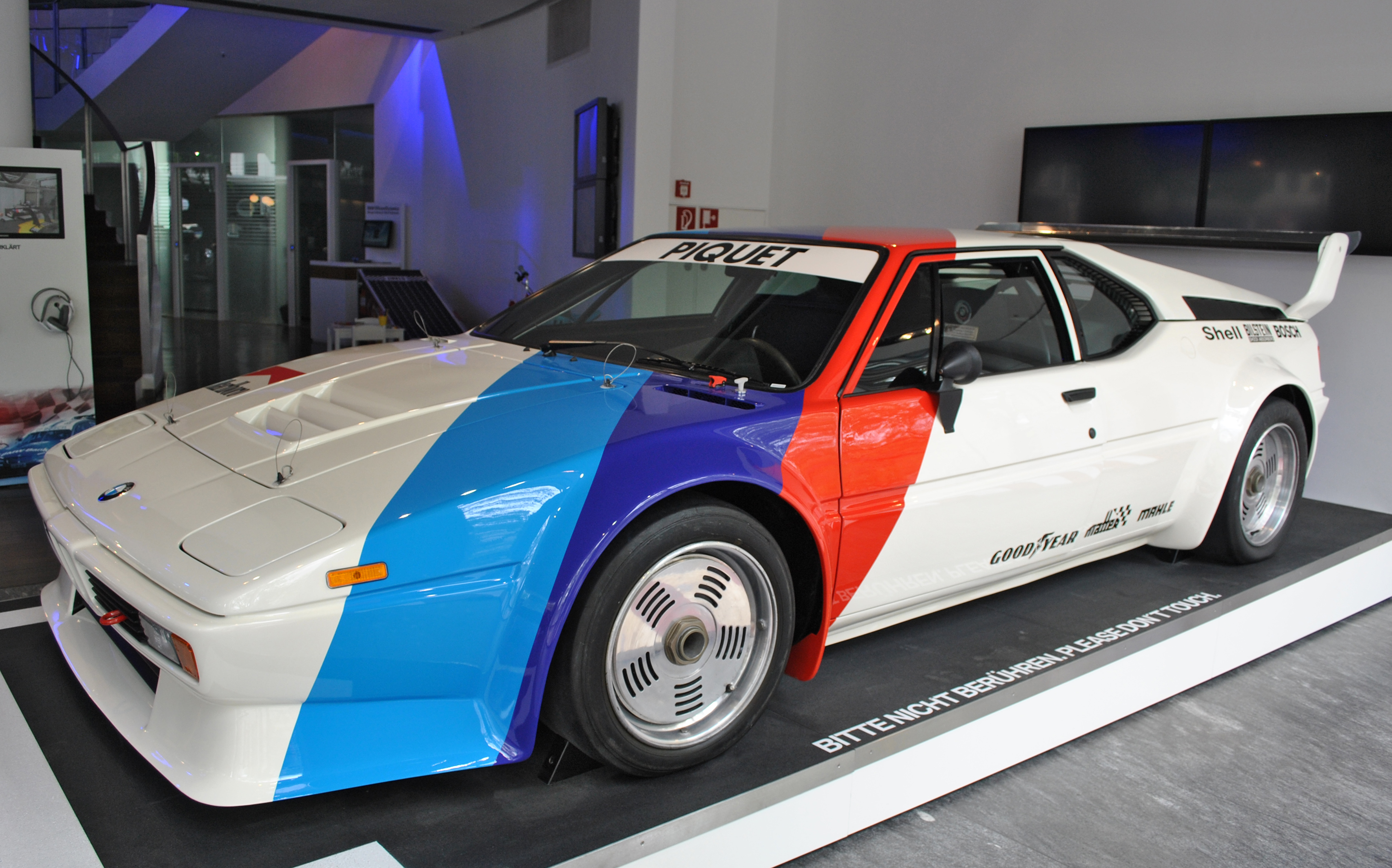
BMW M1 Procar dans le showroom BMW du Kurfürstendamm à Berlin.

La version routière de la BMW M1 accélère de 0 à 100 km/h en 5,6 secondes environ et atteint une vitesse de pointe de 262 km/h. La voiture du groupe 4 accélère de 0 à 100 km/h en 4,5 secondes et atteint une vitesse de pointe de 310 km/h. Jusqu’au début des ventes de la Porsche 911 Turbo avec amélioration des performances d’usine en 1983, la BMW M1 était la voiture de sport de série la plus rapide d’un constructeur allemand.
Mesures du magazine Auto motor und sport :
- 0 - 100 km/h : 6,0 s
- 0 - 120 km/h : 8,3 s
- 0 - 140 km/h : 10,5 s
- 0 - 160 km/h : 13,1 s
- 0 - 180 km/h : 17,5 s
- 0 - 200 km/h : 21,8 s
- km départ arrêté : 25,4 s
- Vitesse de pointe : 265 km/h

## Sport automobile

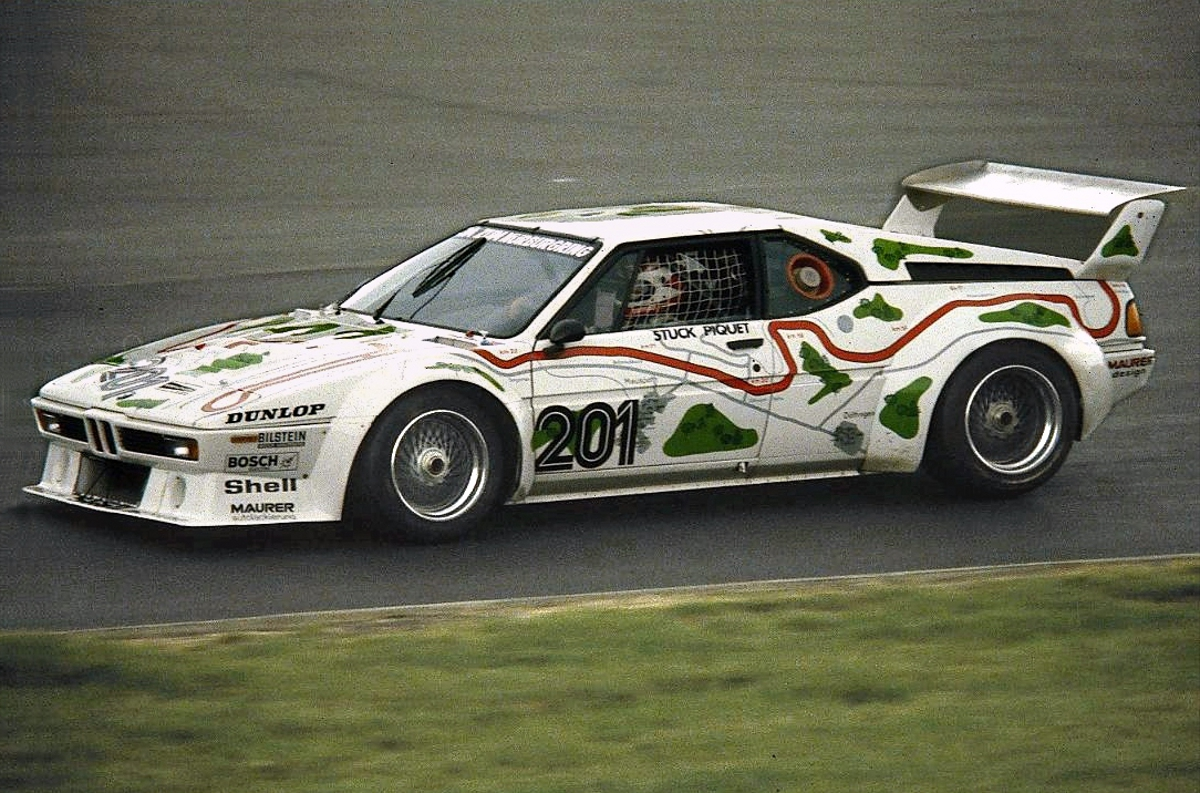
Nelson Piquet en BMW M1 (1980).

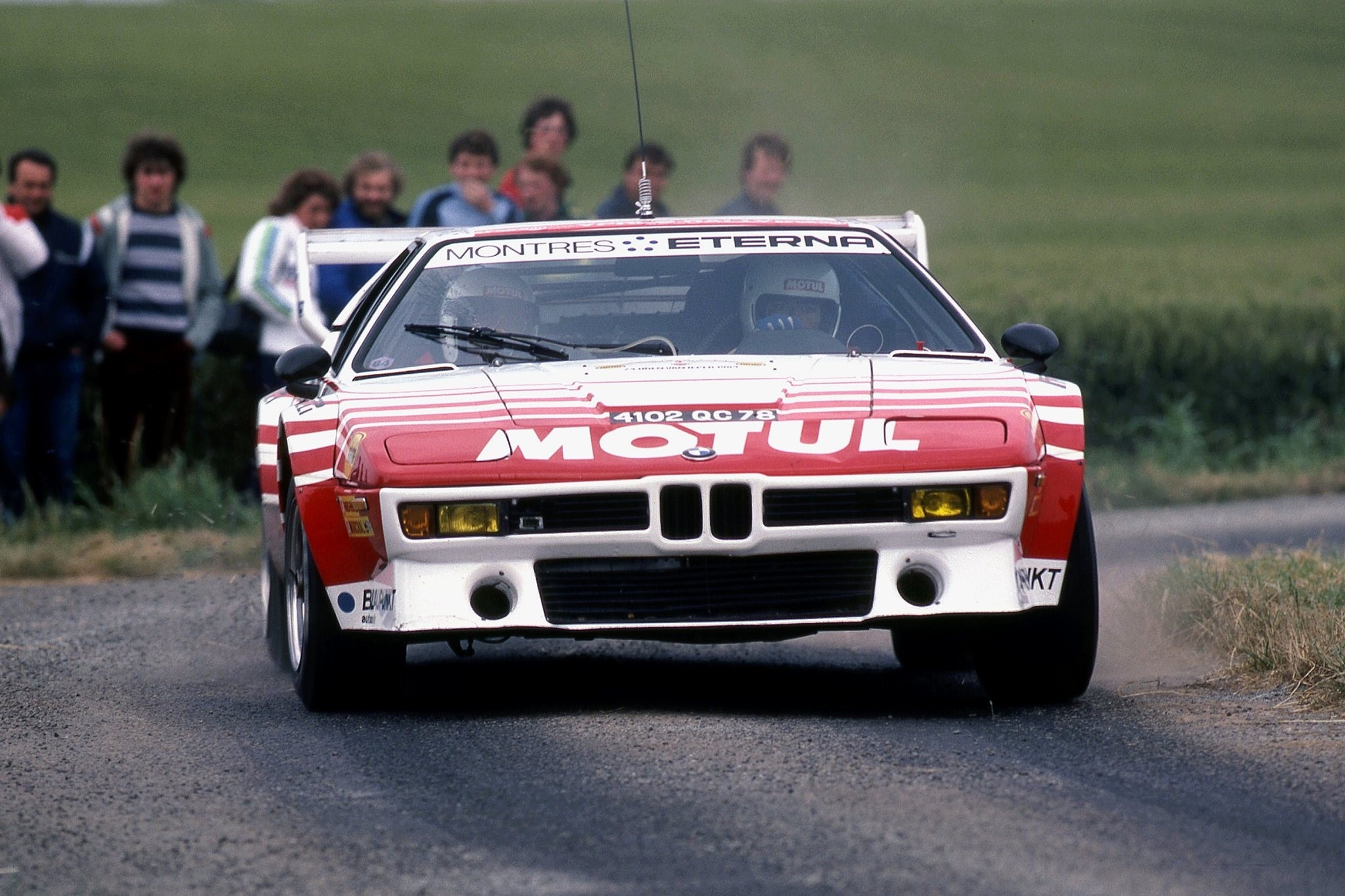
Le Français Bernard Béguin dans une BMW M1 du groupe B pour une utilisation en rallye (1984).

BMW lance une épreuve dédiée uniquement à la M1 : le Championnat BMW M1 Procar, disputé en 1979 et 1980, en lever de rideau des GP de F1, et où les M1 sont confiées à des noms prestigieux : Andretti, Hunt, Lauda, Laffite, Jarier, Pironi… 
Le 1er mars 1983, la BMW M1 est ensuite homologuée en Groupe B, puis apparaît sporadiquement en tant que voiture de rallye (par exemple lors du Tour de Corse 1983) dans des compétitions internationales. En Championnat d'Europe de la montagne, elle remporte trois titres, entre les mains de l'Allemand Rolf Göring en 1983 et 1984 (catégorie Sports Car, comme Gr.4 puis Gr.B), et avec le Français Giovanni Rossi en 1984 (catégorie Serial Car, comme Gr.B). Entre 1982 et 1984, la team privée de Jens Winther remporte 7 victoires GT (Gr.B) avec elle en Championnat du monde des voitures de sport. En Deutsche Rennsport Meisterschaft, la voiture remporte en 1981 trois victoires, dont deux avec Stuck.
La M1 gagne également les 1 000 kilomètres de Kyalami en 1979 avec Keizan et Kelleners après avoir été sixième des 24 Heures du Mans avec Mignot, Winkelhock et Poulain. Elle finit sixième des 24 Heures de Daytona en 1981 avec Stuck, Gebhardt et Brun, termine quatrième des 1 000 kilomètres de Monza avec Quester et Fabi, puis deuxième des 6 Heures de Silverstone toujours la même année avec Bell, O'Rourke et Hobbs. En 1982, elle gagne deux fois les 500 kilomètres de Fuji, et surtout les 1 000 kilomètres de Fuji puis de Suzuka, avec la paire Satou / Nagasaka de l'Auto Beaurex Motor Sports.

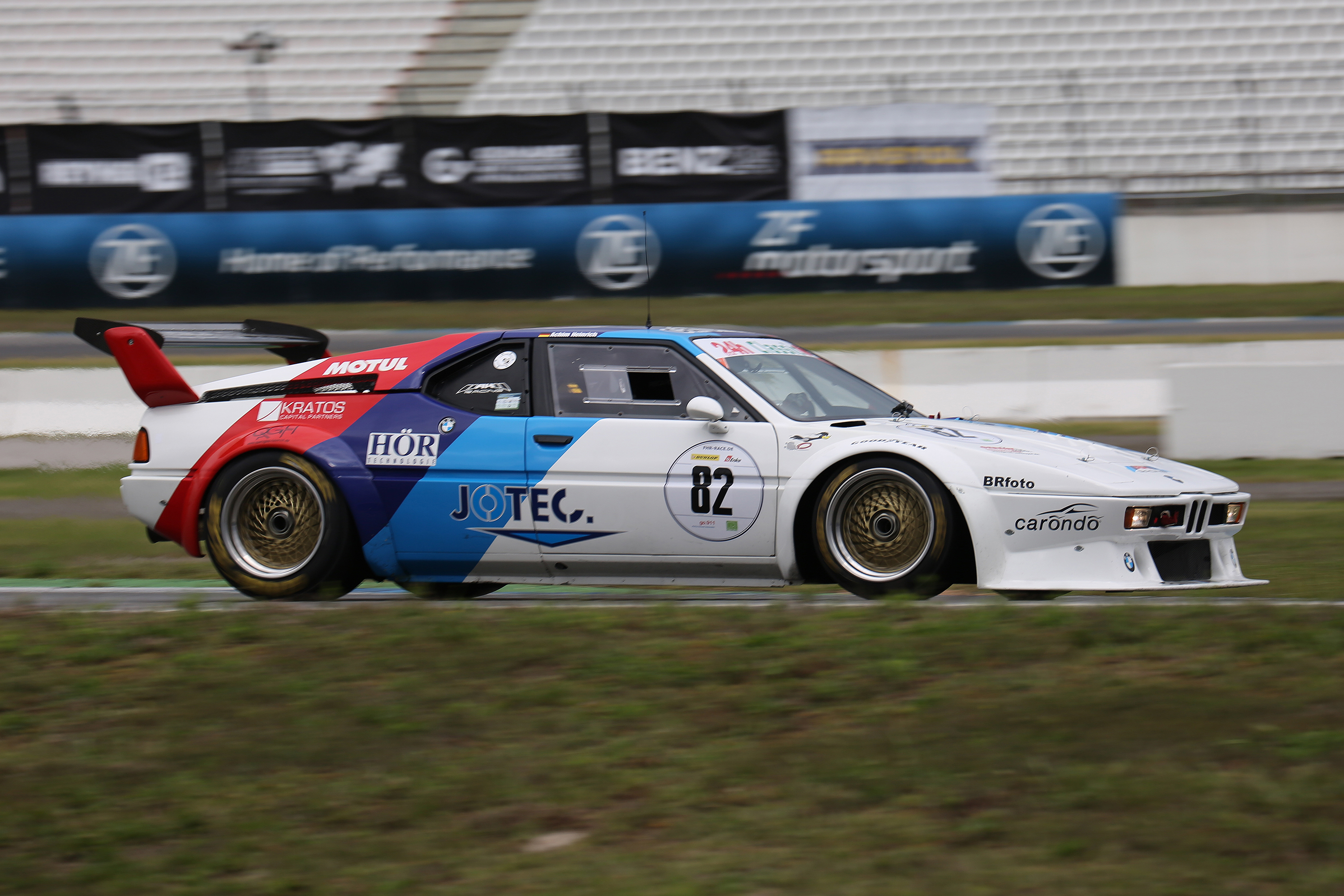
BMW M1 Procar-2 / année 1983 / 3800 cm³ / Hockenheim Historic 2021.
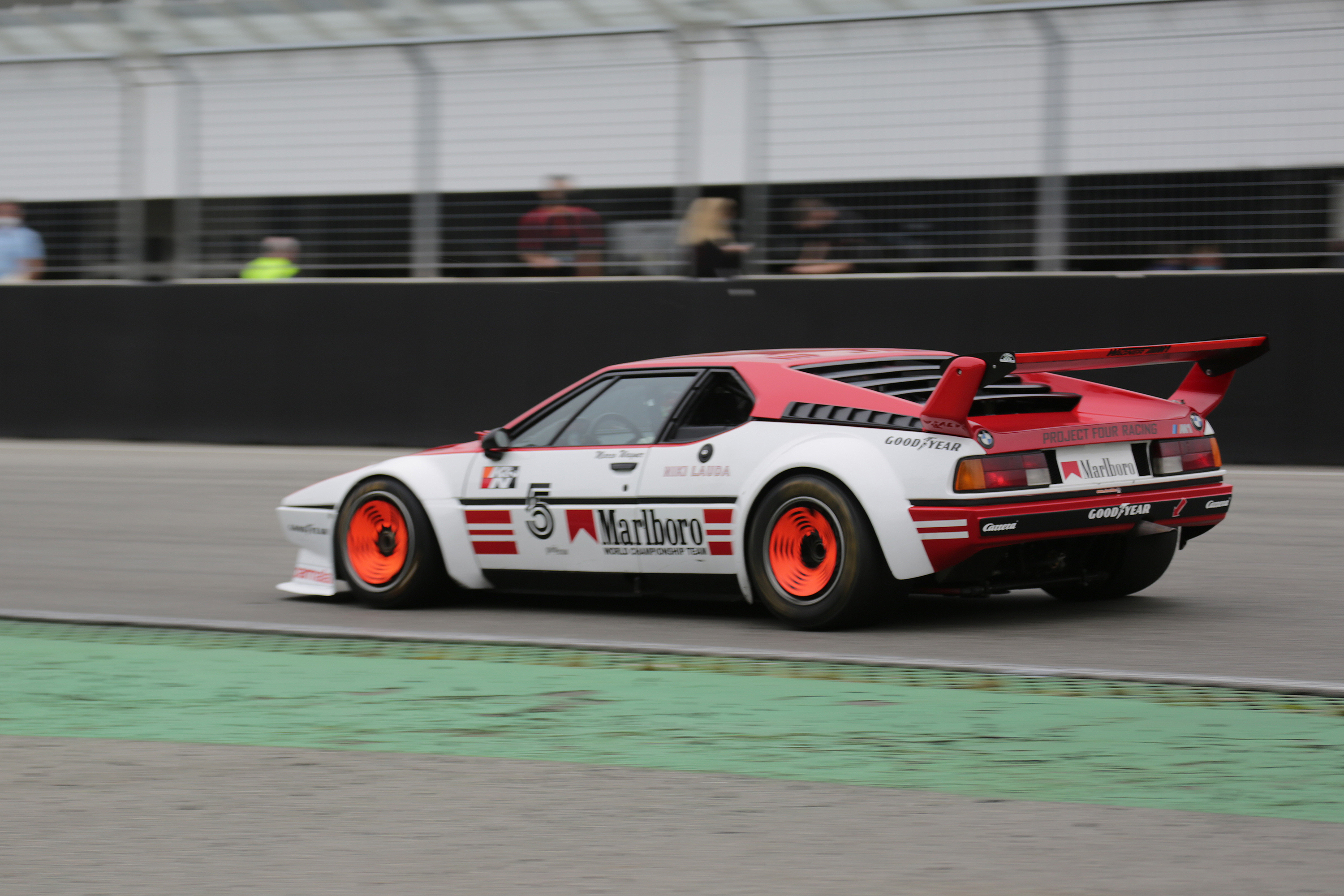
BMW M1 Procar-2 / exemplaire de Niki Lauda / Hockenheim Historic 2021.

## M1 Hommage
En avril 2008, BMW présente son concept-car BMW M1 Hommage, à l’occasion du 30e anniversaire de la BMW M1. Selon les voix officielles du groupe BMW, il devrait s’agir d’une étude de conception unique qui n’entrera pas en production. Le véhicule a également été présenté au Dubaï Motor Showet au Salon international de l’automobile d’Australie en 2009, à la Rétromobile de Paris en 2013, au Festival automobile international en 2015 et au Concours d’élégance Villa d’Este du Lac de Côme en 2016.

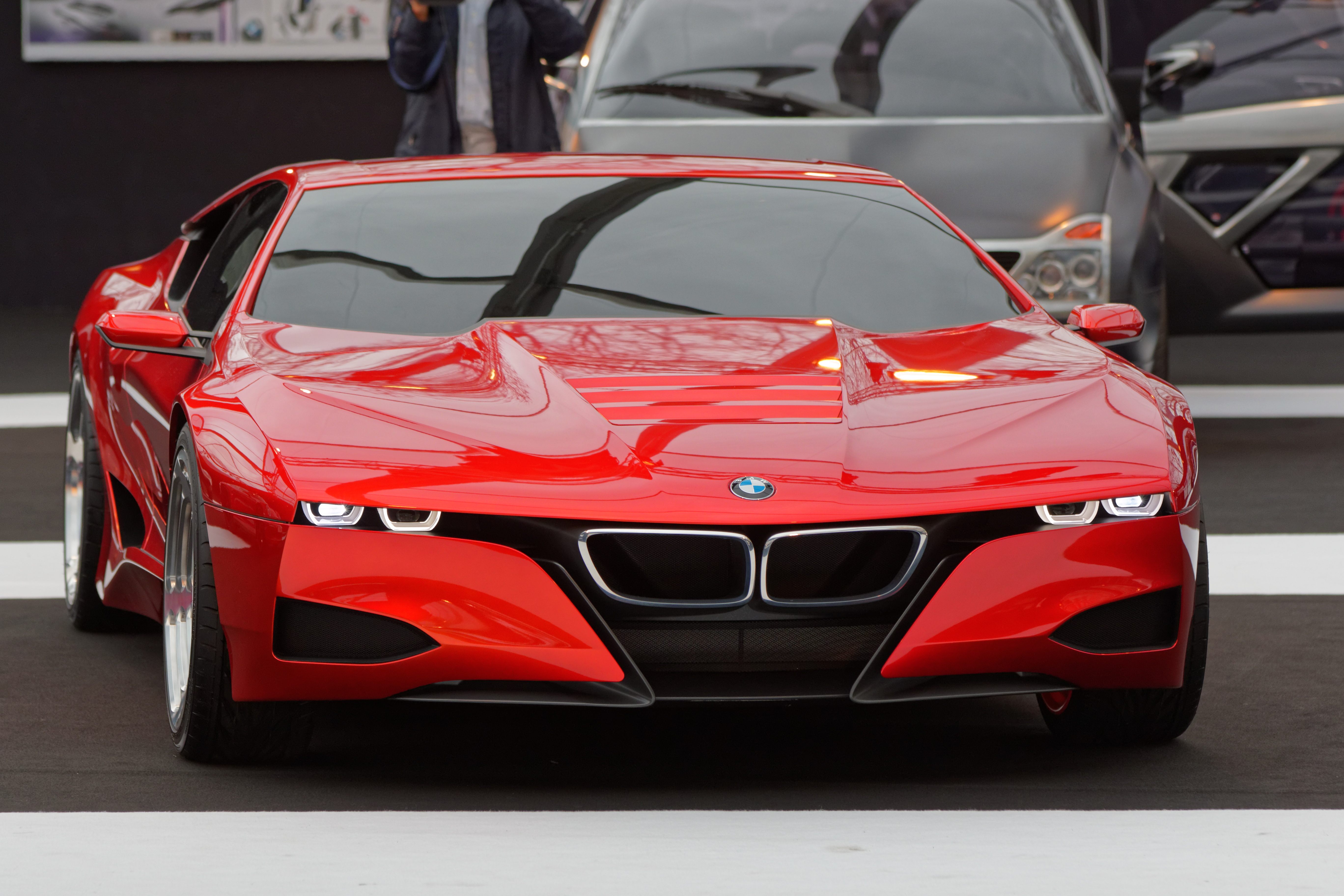
Vue avant de la BMW M1 Hommage.
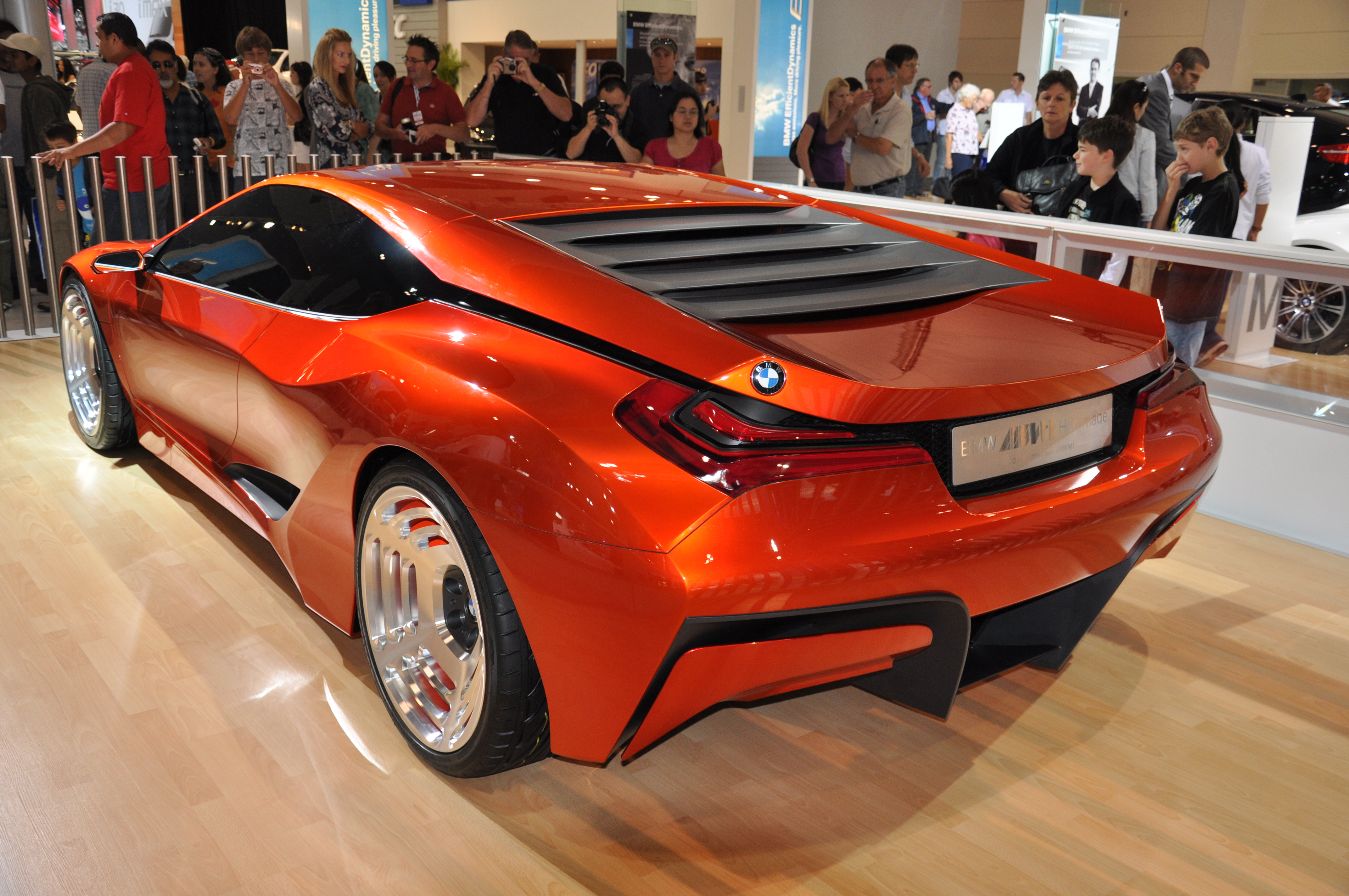
Vue arrière de la BMW M1 Hommage.